# Fleury (Manche)
Fleury – miejscowość i gmina we Francji, w regionie Normandia, w departamencie Manche.
Według danych na rok 1990 gminę zamieszkiwało 786 osób, a gęstość zaludnienia wynosiła 62 osoby/km² (wśród 1815 gmin Dolnej Normandii Fleury plasuje się na 290. miejscu pod względem liczby ludności, natomiast pod względem powierzchni na miejscu 347.).